# Daniele Franco

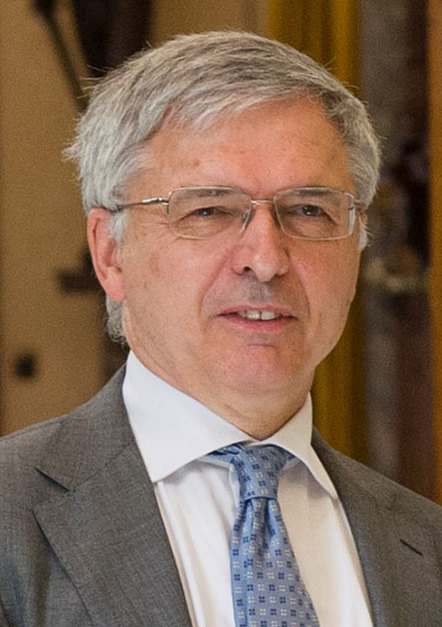
Daniele Franco (2021)

Daniele Franco (geboren 7. Juni 1953 in Trichiana) ist ein italienischer Ökonom. Von 2020 bis 2021 war er Generaldirektor der Banca d’Italia und vom Februar 2021 bis Oktober 2022 italienischer Minister für Wirtschaft und Finanzen im Kabinett Draghi.

## Karriere
Franco studierte Politikwissenschaften an der Universität Padua. Nach seiner Laurea 1977 absolvierte er 1978 einen Master in Unternehmensorganisation und im Jahr darauf einen weiteren Master in Wirtschaftswissenschaften an der Universität York.
1979 wurde er in der Banca d’Italia angestellt und arbeitete dort in der Forschungsabteilung bis 1994. Im gleichen Jahr wechselte er als wirtschaftlicher Berater in die Generaldirektion Wirtschaft und Finanzen der Europäischen Kommission. 1997 kehrte Franco zur Banca d’Italia zurück und war in verschiedenen leitenden Funktionen im Bereich Finanzwissenschaft (bis 2007), Kapitalstruktur und Wirtschaftsstruktur (bis 2011) sowie im Bereich internationale Beziehungen (bis 2013) tätig.
Von 2013 bis 2019 war er Leiter des zentralen Rechnungsamtes des Staates (italienisch Ragioniere generale dello Stato), das dem Ministerium für Wirtschaft und Finanzen untersteht. Als Leiter des Amtes stand er mehrmals in der Kritik der Regierungen Renzi und Conte, da er Zweifel an der finanziellen Deckung einiger finanzpolitischer Maßnahmen äußerte.
Im Mai 2019 übernahm Franco die Position des stellvertretenden Generaldirektors bei der Banca d’Italia. Im Januar 2020 folgte seine Ernennung zum Generaldirektor und damit Stellvertreter des Notenbankgouverneurs Ignazio Visco.
Am 12. Februar 2021 wurde er vom designierten italienischen Ministerpräsident Mario Draghi zum Finanzminister ernannt.
Im akademischen Bereich hielt er Vorlesungen an den Universitäten Bergamo und Triest sowie an der Cattolica in Mailand und der Scuola Nazionale dell’Amministrazione.

## Veröffentlichungen (Auswahl)
- I conti economici e le situazioni patrimoniali degli istituti di credito speciale: 1975–1981. Banca d’Italia, Rom 1983.
- Generational accounting: the case of Italy. Banca d’Italia, Rom 1992.
- L’espansione della spesa pubblica in Italia: 1960–1990. Il mulino, Bologna 1993, ISBN 88-15-03766-7.
- Pension liabilities: their use and misuse in the assessment of fiscal policies. European commission, Directorate-general for economic and financial affairs, Brüssel 1995.
- zusammen mit Anne Brunila, Marco Buti: The stability and growth pact: the architecture of fiscal policy in EMU.Palgrave, Basingstoke, New York 2001, ISBN 9780333961452.
- zusammen mit Marco Buti: Fiscal policy in economic and monetary Union: theory, evidence and institutions. E. Elgar, Cheltenham, Northampton 2005, ISBN 9781845420178.

## Ehrungen und Auszeichnungen
- 2000: Verdienstorden der Italienischen Republik (Ritter)[5]
- 2009: Verdienstorden der Italienischen Republik (Offizier)[5]
- 2017: Verdienstorden der Italienischen Republik (Komtur)[5]
- 2018: Verdienstorden der Italienischen Republik (Großkreuz)[6]